# The Winery Dogs
The Winery Dogs est un supergroupe américain de hard rock, originaire de New York. Il est formé de Richie Kotzen, Mike Portnoy et Billy Sheehan.

## Historique
L'idée de former un groupe émerge dans la tête du batteur Mike Portnoy et du bassiste Billy Sheehan, qui voulait jouer comme power trio de rock aux côtés d'un chanteur. Après un projet annulé, d'abord appelé Bad Apple, avec le guitariste et vocaliste John Sykes, l'animateur Eddie Trunk, qui a entendu leur histoire, leur suggèrera Richie Kotzen, qui a auparavant joué avec Sheehan au sein du groupe Mr. Big entre 1997 et 2002.
Avant les Winery Dogs, les trois membres jouissaient du succès dans d'autres groupes. Richie Kotzen est connu pour avoir joué au sein de Poison et Mr. Big, et avoir joué en solo. Billy Sheehan est connu pour avoir joué avec Steve Vai, David Lee Roth, Talas, et Mr. Big. Mike Portnoy était batteur des groupes Dream Theater et Adrenaline Mob.
Les trois musiciens entrent en studio à Los Angeles à la fin de la jam session, pour enregistrer quelques morceaux pour un premier album. Après le succès de leur premier album, ils sortent leur DVD Unleashed in Japan 2013: The Winery Dogs. Concernant leurs principales influences, Mike Portnoy commente qu'ils s'inspirent du rock classique dans la veine de Led Zeppelin, Cream, Jimi Hendrix, Grand Funk Railroad, et de nouveaux venus de l'époque comme Soundgarden, Alice in Chains, the Black Crowes et Lenny Kravitz.
Leur premier album éponyme est publié au Japon le 5 mai 2013 au label WHD Entertainment, succursale de Victor, et à l'international le 23 juillet 2013 chez Loud and Proud Records. Il est produit par Jay Ruston, et comprend treize chansons ; le morceau Time Machine est changé par Criminal pour l'édition japonaise.
En juin 2015, le groupe entre en studio vers Los Angeles pour enregistrer un deuxième album,. En juillet, Portnoy annonce que l'album est en phase de mixage, et qu'il devrait être publié avant leur tournée en octobre. Leur deuxième album, Hot Streak, est publié le 2 octobre 2015.
En avril 2017, Kotzen annonnce une pause pour les Winery Dogs. Kotzen explique qu'ils sont « toujours amis » et qu'il y aura d'autres albums à l'avenir.

## Membres
- Richie Kotzen - guitare, chant
- Mike Portnoy - batteries
- Billy Sheehan - basse